# Phomopsis osmanthi
Phomopsis osmanthi är en svampart som beskrevs av Dzhalag. 1965. Phomopsis osmanthi ingår i släktet Phomopsis och familjen Diaporthaceae.   Inga underarter finns listade i Catalogue of Life.